# Wladimir Sidorenko
Pour les articles homonymes, voir Sidorenko.
Wladimir Sidorenko est un boxeur ukrainien né le 23 septembre 1976 à Enerhodar.

## Carrière
Médaillé de bronze aux Jeux olympiques de Sydney en 2000 dans la catégorie poids mouches, il remporte également au cours de sa carrière amateur 2 titres européens à Minsk en 1998 et à Tampere en 2000 ainsi que la médaille de bronze aux championnats du monde de Belfast en 2001.
Il passe professionnel en 2001 et s'empare du titre mondial WBA des poids coqs le 26 février 2005 en battant aux points Julio Zarate. Sidorenko conserve ce titre à 6 reprises puis s'incline face au Panaméen Anselmo Moreno le 31 mai 2008.

## Parcours auxJeux olympiques
Jeux olympiques d'été de 2000 à Sydney (poids mouches) :
- Bat Daniel Ponce de Leon (Mexique) 16-8
- Bat Omar Andrés Narváez (Argentine) 16-10
- Bat Andrzej Rzany (Pologne) par arrêt de l'arbitre au 3e round
- Perd contre Wijan Ponlid (Thaïlande) 11-14